# پنجیلی (مینه‌سوتا)
پنجیلی (به انگلیسی: Pengilly) یک منطقهٔ مسکونی در ایالات متحده آمریکا است که در شهرستان ایتاسکا، مینه‌سوتا واقع شده‌است. پنجیلی ۲۷۰ نفر جمعیت دارد و ۴۱۶٫۹۷ متر بالاتر از سطح دریا واقع شده‌است.